# Bhaktivedanta Book Trust
The Bhaktivedanta Book Trust (BBT) je celosvětově největší nakladatelství v oblasti višnuistické filozofie, náboženství a kultury soustřeďující se na Krišnu. Nakladatelství BBT bylo založeno v roce 1972 A. Č. Bhaktivédantou Swamim Prabhupádou, zakladatelem-áčárjou Mezinárodní společnosti pro vědomí Kršny (ISKCON), známé také jako Hnutí Hare Krišna. Bhaktivedanta Book Trust je vydavatelem pro Prabhupádovy knihy a ostatní literaturu ISKCONu. Šríla Prabhupáda přeložil starobylé texty Indie ze sanskrtu a bengálštiny do angličtiny, ze které byly potom přeloženy do ostatních jazyků. BBT také vydává časopis Back To Godhead (“Zpátky k Bohu”) a to v angličtině, hindštině, marathštině, bengálštině, italštině a maďarštině. Po právní stránce je Bhaktivedanta Book Trust nezisková organizace, která přesto, že je knižním dodavatelem ISKCONu, je na něm nezávislá. Kromě ISKCONu je BBT dodavatelem knižního trhu obecně.

## Rozsah vydavatelství
Materiály BBT mají podobu od krátkých úvodních knížek a souhrnných studií, biografických materiálů a krátkých sanskrtských děl až po vyčerpávající rozsáhlé mnohosvazkové překlady (zahrnující komentáře) hlavních sanskrtských a bengálských literárních děl.
Publikace zahrnuje původní písma, přeložená do více než 80 jazyků světa, a také menší knihy, které tyto tradiční texty popisují a vysvětlují. BBT také vydává audio knihy (zvukové knihy), materiály na CD a DVD a multimediální prezentace. Na internetu je k dispozici online verze Bhaktivedanta Vedabase, které umožňuje číst základní knihy BBT online v angličtině a dalších jazycích (včetně češtiny).
Nejdůležitější díla vydaná BBT jsou: Bhagavad-gítá, mnohosvazkový překlad a výklad Šrímad Bhágavatamu (Bhágavata Purány), Šrí Íšópanišad a v neposlední řadě Šrí Čaitanja Čaritámrita přeložená z bengálštiny. Jedna z nejnovějších publikací je mnohosvazkový anglický překlad a výklad Šrí Brihad Bhagavatámrty od Šríly Sanátany Gósvámího.
BBT vydává ve všech hlavních východních i západních jazycích, v hlavních indických jazycích, v hlavních jazycích bývalého Sovětského bloku a v neposlední řadě také v arabštině, čínštině, japonštině, thajštině, vietnamštině, indonéštině, singhaléštině, hebrejštině, perštině, a v dalších jazycích (přes 80 jazyků světa).
Kromě vydavatelské činnosti, Bhaktivedanta Book Trust pomáhá financovat výstavby a rekonstrukce chrámů zasvěcených Kršnovi - hlavně ve Vrindávanu a Májápuru - a po celém světě.

## Hlavní tituly
The Bhaktivedanta Book Trust vydalo spoustu knih. Zde uvedené jsou ty nejdůležitější.

### Bhagavad-gítá taková, jaká je
- s původními sanskrtskými texty, přepisem do latinského písma, českými synonymy, překlady a podrobnými výklady, Šrí Šrímad A. Č. Bhaktivédánta Swami Prabhupáda, (c) The Bhaktivedanta Book Trust Int. Inc.
Bhagavad-gítá je klenot duchovního poznání Indie. Klade silný důraz na cestu Bhakti-jógy (oddané služby Bohu) a je v souladu s gaudíja-vaišnavskou tradicí. Tento překlad má titulek "taková, jaká je", protože Prabhupáda přeložil a okomentoval Bhagavad-gítu bez sebemenší změny a zachoval ji opravdu takovou, jaká ve skutečnosti je. Při psaní výkladů k jednotlivým veršům čerpal Šríla Prabhupáda z komentářů předchozích významných áčárjů (světců) z učednické posloupnosti. Kniha byla poprvé vydána v roce 1968 nakladatelstvím Macmillan Publishers ve zkráceném vydání bez ilustrací a bez komentářů k původním veršům. Její původní nezkrácené vydání, tak jak ho známe nyní, bylo vydáno v roce 1972 nakladatelstvím The Bhaktivedanta Book Trust a nyní je k dispozici v téměř šedesáti jazycích. V českém jazyce byla vydána v roce 1991 a nové české vydání vyšlo v roce 1998. Pro každý verš kniha obsahuje originální text v dévanágarí, přepis do latinky, doslovný slovní překlad a překlad celého verše. Tento překlad je pravděpodobně jeden z nejvíce prodávaných mimo Indii díky viditelnému úsilí oddaných z hnutí Hare Krišna na ulicích, letištích a jiných veřejných místech po celém světě. Kniha má také velké prodeje v Indii. Kniha byla vydána zhruba v šedesáti jazycích.

### Šrímad Bhágavatam
- s původními sanskrtskými texty, přepisem do latinského písma, českými synonymy, překlady a podrobnými výklady, Šrí Šrímad A. Č. Bhaktivédánta Swami Prabhupáda, (c) The Bhaktivedanta Book Trust Int. Inc.
Jedná se o překlad Bhágavata Purány, jedné z osmnácti mahá-purán, starých duchovních textů Indie. Jejím autorem je mudrc Šríla Vjásadéva. Je řečeno, že Bhágavata Purána je ze všech védských písem nejdůležitější. Popisuje příběhy Kršny a Jeho oddaných, které se podle Véd odehrávaly před miliony lety na různých místech ve vesmíru. Text má celkem 18 000 veršů a je rozdělen do 12 zpěvů a 335 kapitol. Tento mnohosvazkový překlad a výklad je nejrozsáhlejší a nejdůležitější publikace od BBT. Při psaní výkladů k jednotlivým veršům čerpal Šríla Prabhupáda, jako u Bhagavad-gíty, z komentářů předchozích významných áčárjů (světců) z učednické posloupnosti. Prabhupáda zahájil práci na tomto díle ještě před odjezdem do Ameriky a v roce 1965 už měl vydané první tři svazky. Šríla Prabhupáda přeložil a okomentoval většinu celého díla - od 1. zpěvu do 13. kapitoly 10. zpěvu. Po jeho odchodu dokončili práci jeho žáci - Hridajánanda dása Goswami a Gópíparánadhana dása. Šrímad Bhágavatam tak byl dokončen až v roce 1988, jedenáct let po Prabhupádově odchodu. První díl Šrímad Bhágavatamu vyšel v českém jazyce v roce 1993. V češtině je vydaná celá část, kterou přeložil Prabhupáda (15 svazků). Zbylá část je již přeložená a dostupná na internetu, ale prozatím není vydaná.

### Šrí Čaitanja Čaritámrita
- s původními bengálskými texty, přepisem do latinského písma, českými synonymy, překlady a podrobnými výklady, Šrí Šrímad A. Č. Bhaktivédánta Swami Prabhupáda, (c) The Bhaktivedanta Book Trust Int. Inc.
Šrí Čaitanja Čaritámrita, psaná v bengálském jazyce, je autorizované dílo o životě a učení Šrí Čaitanji - filosofa, světce, duchovního učitele, mystika a božské inkarnace, který započal velké společenské a náboženské hnutí v Indii šestnáctého století. Jeho učení, které ztělesňuje nejvyšší filosofické a teologické pravdy, ovlivňuje nesčetné filosofické a náboženské myslitele až dodnes. Tento překlad a výklad původního bengálského textu je dílem Šríly Prabhupády. Jeho překlad představuje velmi významný přínos intelektuálnímu, kulturnímu a duchovnímu životu současného člověka. Prabhupáda čerpal z komentářů svého duchovního mistra, Šríly Bhaktisiddhánty Sarasvatího a Šríly Bhaktivinódy Thákura. Ohromující je, že práce na překladu a výkladu k Čaitanja Čaritámritě Prabhupádovy zabrala jen 18 měsíců v letech 1973-1974, při tom zároveň pracoval na překladu Šrímad Bhágavatamu a navíc byl zaneprázdněn starostmi okolo řízení ISKCONu. Čaitanja Čaritámrita je celá vydaná v českém jazyce ve čtyřech tlustých svazcích. Do češtiny se začala překládat v roce 2001. První díl vyšel v češtině v roce 2007. Poslední svazek českého překladu vyšel v roce 2011.

### Šrí Íšópanišad
- s původními sanskrtskými texty, přepisem do latinského písma, českými synonymy, překlady a podrobnými výklady, Šrí Šrímad A. Č. Bhaktivédánta Swami Prabhupáda, (c) The Bhaktivedanta Book Trust Int. Inc.
Šrí Íšópanišad je jedou z nekratších Upanišad. Skládá se celkem z 18 veršů. Šrí Íšopanišad je hlavní ze 108 upanišad a filozoficky pojednává o Absolutní Pravdě. První překlad byl vydán v roce 1969, později byla kniha znovu vydána pod BBT. V češtině byla Íšopanišada poprvé vydána již v 70. letech, podruhé byla vydaná v roce 1992.

### Nektar pokynů
s původními sanskrtskými texty, přepisem do latinského písma, českými synonymy, překlady a podrobnými výklady, Šrí Šrímad A. Č. Bhaktivédánta Swami Prabhupáda, (c) The Bhaktivedanta Book Trust Int. Inc.
Nektar pokynů je kniha původně známá jako Upadešámrita a jejím autorem je Šríla Rúpa Gosvámí. Je to krátké dílo obsahující jedenáct veršů, které dává pokyny těm, kteří, chtějí oddaně sloužit Krišnovi. Upadešámrita byla původně součástí díla zvaného Stavamálá. BBT ji vydalo asi kolem roku 1971. V češtině kniha vyšla v roce 1990.

### Nektar oddanosti
- souhrnná studie Bhakti-rasámrita-sindhu od Rúpy Gosvámího, Šrí Šrímad A. Č. Bhaktivédánta Swami Prabhupáda, (c) The Bhaktivedanta Book Trust Int. Inc.
Šrí Bhakti-rasámrita-sindhu je považována za nejdůležitější knihu od Šríly Rúpy Gosvámího. V tomto díle Rúpa Gósvámí popisuje ''bhakti'' od nejnižšího stupně po nejvyšší (Nejvyšší extáze lásky k Bohu). Prabhupáda nepřeložil Bhakti-rasámrita-sindhu v podrobné podobě, ale zvolil metodu tzv. souhrnné studie. BBT knihu vydalo v roce 1970. V češtině kniha vyšla v roce 1992 a druhé české vydání vyšlo po dvaceti letech, v roce 2012.

### KRIŠNA, Nejvyšší Osobnost Božství
- souhrnná studie desátého zpěvu Šrímad Bhágavatamu od Šríly Vjásadévy, Šrí Šrímad A. Č. Bhaktivédánta Swami Prabhupáda, (c) The Bhaktivedanta Book Trust Int. Inc.
Šríla Prabhupáda napsal desátý zpěv Šrímad Bhágavatamu jako souhrnnou studii ve dvou svazcích. Desátý zpěv popisuje dopodrobna Kršnovy zábavy a činnosti. BBT vydalo desátý zpěv samozřejmě i v podrobné podobě v několika svazcích. Při překladu Šrímad Bhágavatamu trvalo dlouho než se Prabhupáda dostal k desátému zpěvu, proto se rozhodl, že napíše tuto zkrácenou verzi. BBT tento souhrn vydalo v roce 1970 ve dvou svazcích. Knihy vyšly v češtině v roce 1992 a podruhé v roce 2004.

### Zlatý Avatár (Učení Pána Čaitanji)
- souhrnná studie učení Šrí Čaitanji Maháprabhua ze Šrí Čaitanja Čaritámrity, Šrí Šrímad A. Č. Bhaktivédánta Swami Prabhupáda, (c) The Bhaktivedanta Book Trust Int. Inc.
Tato kniha Zlatý Avatár (v angličtině Teaching of Lord Caitanya - Učení Pána Čaitanji) je souhrn učení Šrí Čaitanji v klasickém původním vydání - život a učení Pána Šrí Čaitanji Maháprabhua, který se zjevil v Indii v roce 1486 a který šíří lásku ke Krišnovi po celé Indii. Kniha popisuje Jeho činnosti a rozhovory s velkými učenci, králi, světci a mystiky své doby. Kniha vyšla v roce 1968. V češtině kniha vyšla poprvé v roce 1976, podruhé v roce 2001.

## Struktura nakladatelství
Bhaktivedanta Book Trust má několik hlavních divizí: Severoevropskou se sídlem ve Švédsku; Jihoevropskou (Středomořskou) se sídlem v Itálii; Severoamerickou se sídlem v Los Angeles, USA; Latinskoamerickou se sídlem v Brazílii; Tichomořskou se sídlem v Austrálii; Africkou se sídlem v Johannesburgu, v Jižní Africe a Indickou se sídlem v Bombaji.
Každou divizi řídí tzv. trustee (správce). Správce je zodpovědný za publikování v jazycích příslušných do určité divize. Setkání správců se koná dvakrát až třikrát za rok.
V roce 1988 BBT uvedlo do funkce The Bhaktivedanta Book Trust International Inc., které slouží jako autorizovaný zástupce původního BBT.
Bhaktivedanta Book Trust vlastní také práva na ilustrace, které každá kniha obsahuje.
BBT je organizace, která je nezávislým subjektem a poskytuje ISKCONu služby v podobě produkce knih v podobě, která se nejlépe hodí pro distribuci. BBT prodává knihy ISKCONu a závisí na jejich distribuci jeho prostřednictvím.

## Projekty
The Bhaktivedanta Book Trust je kromě vydavatelské činnosti zapojené do řady dalších projektů ISKCONu.

### Šrí Májápur Čandródaja Mandir
Tento projekt v Zadním Bengálsku je největším svého druhu v ISKCONu a představuje určité ztělesnění jeho budoucnosti. Prabhupáda ho označil za jedinečný a má být vybudován díky kazatelskému úsilí oddaných z celého světa při distribuci jeho knih. Jedná se o výstavbu města založeného na védských duchovních hodnotách. Hlavní budova uprostřed města je Chrám védského planetária, jehož výstavba nyní probíhá a bude dokončena v roce 2022.

### Bhaktivédantovy archívy
Bhaktivédantovy archívy v Severní Karolíně (USA) uchovávají a šíří Prabhupádovo poselství ve všech podobách a na všech druzích médií. Tyto materiály také převádějí do digitální podoby a publikují. DVD Vedabase je databáze veškerého písemného materiálu (knihy, přednášky, rozhovory, ranní vycházky, dopisy atd.) a dalších knih napsaných jeho žáky.

### Bhaktivédantův institut
Bhaktivédantův institut jehož sídly jsou Berkeley (CA, USA) a Mumbáí (Indie) se věnuje výzkumu, publikaci a další propagaci védského poznání z hlediska moderní vědy. Prabhupáda mu dal do vínku hlavní úkol: prokázat moderními vědeckými metodami, že život nepochází z hmoty, ale ze života.

### Oxfordské centrum pro hinduistické studie
Oxfordské centrum pro hinduistické studie ve Velké Británii je první teologický seminář v historii Oxfordské univerzity s vazbou na jinou než křesťanskou tradici. BBT zakoupilo jeho budovu.

### Další projekty
Hlavním evropským distributorem Prabhupádových knih a dalších materiálů jsou belgické Bhaktivedanta Library Services. V roce 1986 severoevropské BBT zřídilo pro svou vnitřní komunikaci Bulletin Board System známý jako COM, který časem začal používat celý ISKCON. Později změnil název na BES-Pamho. Členům umožňuje komunikaci emailem a v diskusních skupinách a od roku 2014 je zdarma.